# Ablerus palauensis
Ablerus palauensis är en stekelart som beskrevs av Doutt 1951. Ablerus palauensis ingår i släktet Ablerus och familjen växtlussteklar.
Artens utbredningsområde är Palau. Inga underarter finns listade i Catalogue of Life.